# Major League Rugby
Major League Rugby è il massimo campionato professionistico di rugby a 15 in America del Nord, formato da squadre provenienti dagli Stati Uniti d'America. L'edizione inaugurale fu disputata nel 2018 su iniziativa di squadre dilettanti provenienti dalle principali aree urbane degli Stati Uniti.

## Storia
L'idea di istituire una lega professionistica di rugby a 15 cominciò a prendere corpo nel settembre 2016 quando Dean Howes, uomo d'affari ed ex dirigente della squadra di calcio del Real Salt Lake e della squadra di hockey su ghiaccio dei St. Louis Blues, assunse il ruolo di consigliere strategico di Rugby Utah nel tentativo di intraprendere un percorso per l'espansione del rugby professionistico negli Stati Uniti. In quel periodo già almeno cinque squadre amatoriali manifestarono il proprio interesse verso un possibile campionato professionistico.
Nel febbraio 2017 nove squadre annunciarono la loro intenzione di creare un campionato professionistico l'anno seguente, campionato che effettivamente vide la luce a sette squadre, con la prima partita che si disputò il 21 aprile 2018. Nell'edizione del 2019 si unì alla competizione pure la prima squadra canadese, i Toronto Arrows.

## Formato
Inizialmente consistente in un unico girone all'italiana seguito da una fase di play-off per l'assegnazione del titolo, dal 2020, con l'allargamento della Major League Rugby a dodici squadre, sono state introdotte due distinte conference (occidentale e orientale) all'interno delle quali le relative squadre si affrontano due volte fra loro oltre a giocare una partita anche contro le corrispettive squadre appartenenti all'altra conference. Conclusa la stagione regolare ha luogo una wild card che coinvolge le seconde e le terze classificate, e infine vengono svolti i play-off dove scendono in campo le prime classificate delle due conference.

## Squadre
La Major League Rugby in origine era composta da 9 squadre. Successivamente, ci furono espansioni e riduzioni. Fino al 2023 la lega divideva le squadre in due conference, una da sei e un'altra da cinque squadre. Attualmente il campionato è organizzato con girone unico con partite di andata e ritorno.
| Squadra           | Città, Stato                 | Arena                            | Ingresso nella MLR |
| ----------------- | ---------------------------- | -------------------------------- | ------------------ |
| Houston SaberCats | Houston, Texas               | Aveva Stadium                    | 2018               |
| San Diego Legion  | San Diego, California        | Torero Stadium                   | 2018               |
| Seattle Seawolves | Seattle, Washington          | Starfire Stadium                 | 2018               |
| Utah Warriors     | Salt Lake City, Utah         | Zions Bank Stadium               | 2018               |
| Chicago Hounds    | Chicago, Illinois            | SeatGeek Stadium                 | 2023               |
| N.E. Free Jacks   | Boston, Massachusetts        | Union Point Sports Complex       | 2020               |
| New Orleans Gold  | New Orleans, Louisiana       | Shrine on Airline                | 2018               |
| Old Glory DC      | Washington D.C.              | Segra Field                      | 2020               |
| RFC Los Angeles   | Los Angeles, California      | Dignity Health Sports Park       | 2024               |
| Miami Sharks      | Miami, Florida               | DRV PNK Stadium                  | 2024               |
| Anthem Carolina   | Charlotte, Carolina del Nord | American Legion Memorial Stadium | 2024               |

### Squadre del passato
- Glendale Raptors, Denver, Colorado (2018-2020)
- Austin Gilgronis, Austin, Texas (2018-2022)
- L.A. Giltinis, Los Angeles, California (2021-2022)
- Toronto Arrows, Toronto, Ontario (2019-2023)
- New York, New York, New York (2019-2023)
- Dallas Jackals, Dallas, Texas (2022-2024)

## Albo d'oro
| Anno | Squadra campione                   | Risultato                          | Finalista                          | Sede                                                   |
| ---- | ---------------------------------- | ---------------------------------- | ---------------------------------- | ------------------------------------------------------ |
| 2018 | Seattle Seawolves                  | 23 - 19                            | Glendale Raptors                   | Torero Stadium, San Diego, California                  |
| 2019 | Seattle Seawolves                  | 26 - 23                            | San Diego Legion                   | Torero Stadium, San Diego, California                  |
| 2020 | Campionato sospeso e non assegnato | Campionato sospeso e non assegnato | Campionato sospeso e non assegnato | Campionato sospeso e non assegnato                     |
| 2021 | L.A. Giltinis                      | 31 - 17                            | Rugby ATL                          | Los Angeles Memorial Coliseum, Los Angeles, California |
| 2022 | New York                           | 30 - 15                            | Seattle Seawolves                  | Red Bull Arena, Harrison, New Jersey                   |
| 2023 | N.E. Free Jacks                    | 25 - 24                            | San Diego Legion                   | SeatGeek Stadium, Bridgeview, Illinois                 |
| 2024 | N.E. Free Jacks                    | 20 - 11                            | Seattle Seawolves                  | Snapdragon Stadium, San Diego, California              |